# Saint-Firmin-des-Bois
Saint-Firmin-des-Bois is een gemeente in het Franse departement Loiret (regio Centre-Val de Loire) en telt 419 inwoners (1999). De plaats maakt deel uit van het arrondissement Montargis.

## Geografie
De oppervlakte van Saint-Firmin-des-Bois bedraagt 19,1 km², de bevolkingsdichtheid is 21,9 inwoners per km².
De onderstaande kaart toont de ligging van Saint-Firmin-des-Bois met de belangrijkste infrastructuur en aangrenzende gemeenten.

## Demografie
Onderstaande figuur toont het verloop van het inwonertal (bron: INSEE-tellingen).